# 銭龍錫
銭 龍錫（せん りゅうしゃく、1578年12月21日（万暦6年11月13日） - 1645年）は、明末の官員。字は稚文、号は機山。

## 生涯
江蘇華亭の人。
万暦35年（1607年）に科挙に合格して進士に及第し、庶吉士になった。後、翰林院編修、少詹事に累進した。天啓4年（1624年）、礼部右侍郎に進した。天啓5年（1625年）、吏部右侍郎に異動したが、魏忠賢と合わず、免職となった。
崇禎元年（1627年）、復職して礼部尚書と東閣大学士に上った。魏忠賢の一党が粛清されるのを支持し、大いに恨みを買った。
崇禎2年12月（西暦では1629年）、袁崇煥に連座して辞職したが、翌崇禎3年（西暦では同年）、郷里で逮捕され、死刑囚となった。崇禎4年（1630年）、定海衛に送られ労役に就かされた。
14年後、崇禎17年（1644年）に崇禎帝が自殺し、弘光帝が南京で即位すると恩赦を受け、帰郷した。翌年、病没した。

## 参考資料
- 『崇禎長編』[要ページ番号]
- 『南明史』[要ページ番号]
- 『明季北略』[要ページ番号]
- 『注解大六壬指南』[要ページ番号]